# Epèbol
Epèbol (en grec antic Επέβολος Epébolos) va ser un endeví cec originari de Messènia de la família dels Iàmides, que va viure a l'època de la primera guerra messènia, cap al segle viii aC.
Durant la guerra entre Esparta i Messènia, els messenis van decidir retirar-se a Itome, una fortalesa dalt d'una muntanya, que els va permetre de resistir molt de temps als espartans. Des d'allà van enviar Tisis, un endeví molt savi, a consultar l'oracle de Delfos. Al tornat del santuari va ser capturat pels espartans i va ser ferit davant de la seva resistència, però el va salvar un crit que venia del cel que deia: "Deixeu al portador de l'oracle". Tisis va arribar a Itome i va tenir temps d'explicar al rei el que havia dit l'oracle abans de morir per les ferides. L'oracle de Delfos havia predit que la ciutat se salvaria si sacrificaven una donzella de la sang dels epítides (descendents d'Èpit). Va ser elegida la filla de Licisc. Però Epèbol va anunciar que no se la podia sacrificar perquè no era filla de Licisc, ni l'havia donat a llum la dona d'aquest, tal com es creia. Mentre Epèbol explicava això, Licisc, amb la seva filla va escapar cap al bàndol espartà.
Aristodem, també de la branca dels epítides, va cedir la seva filla voluntàriament perquè fos sacrificada. Però un messeni que estimava la jove va declarar públicament que s'havia unit a ella i estava embarassada d'ell. Aristodem, embogit de ràbia, va matar la seva filla i li va obrir el ventre per veure si portava res a les entranyes. Epèbol va intervindre en aquell moment demanant que algun altre ciutadà entregués la seva filla, perquè la d'Aristodem havia estat morta però no havia estat oferta als déus, tal com l'oracle ho havia demanat. Els messenis, al sentir l'endeví, van voler matar l'amant de la noia, però el rei Eufaes va aconseguir convèncer el poble de que una vegada morta la noia s'havia obeït l'oracle.
Epèbol va intervindre encara una mica després d'aquests fets, quan, mort el rei messeni sense fills, van competir pel tron Aristodem, Cleonis i Damis. El parer d'Epèbol i d'Ofioneu, un altre endeví messeni, va ser contrari a que un epítida ocupés el tron, ja que estava maleït per la mort de la seva filla. Però Aristodem va ser elegit rei.